# Tașlîk, Smila
Tașlîk (în ucraineană Ташлик) este o comună în raionul Smila, regiunea Cerkasî, Ucraina, formată numai din satul de reședință. În secolul al XIX-lea, satul făcea parte din volostul Tașlîk, uezdul Cerkasî.

## Demografie
Componența lingvistică a comunei Tașlîk
     Ucraineană (97,22%)
     Rusă (2,01%)
     Alte limbi (0,05%)
Conform recensământului din 2001, majoritatea populației comunei Tașlîk era vorbitoare de ucraineană (97,22%), existând în minoritate și vorbitori de rusă (2,01%).